# Urubici
Urubici er en brasiliansk by i den sydlige del af landet, med 10.702 indbyggere (2010). Klimaet i Urubici er kendetegnet ved lave temperaturer. Byen er en af de koldeste i Brasilien, og der er til tider chance for sne. Dyrkning af æbler er vigtige for landets økonomi.

## Klima
| Vejr for Urubici        | Vejr for Urubici | Vejr for Urubici | Vejr for Urubici | Vejr for Urubici | Vejr for Urubici | Vejr for Urubici | Vejr for Urubici | Vejr for Urubici | Vejr for Urubici | Vejr for Urubici | Vejr for Urubici | Vejr for Urubici | Vejr for Urubici |
|                         | Jan              | Feb              | Mar              | Apr              | Maj              | Jun              | Jul              | Aug              | Sep              | Okt              | Nov              | Dec              | År               |
| ----------------------- | ---------------- | ---------------- | ---------------- | ---------------- | ---------------- | ---------------- | ---------------- | ---------------- | ---------------- | ---------------- | ---------------- | ---------------- | ---------------- |
| Gennemsnitlig maks °C   | 23               | 23               | 22               | 18               | 16               | 14               | 14               | 16               | 17               | 19               | 21               | 22               | 19               |
| Gennemsnitlig min °C    | 13               | 13               | 12               | 9                | 7                | 6                | 6                | 6                | 7                | 8                | 10               | 12               | 9                |
| Gennemsnitlig nedbør mm | 168              | 160              | 132              | 107              | 112              | 119              | 140              | 170              | 170              | 152              | 135              | 130              | 1.695            |
| Kilde: TWC              |                  |                  |                  |                  |                  |                  |                  |                  |                  |                  |                  |                  |                  |

28°00′54″S 49°35′31″V / 28.01500°S 49.59194°V